# Список керівників держав 540 року
Список керівників держав 540 року — це перелік правителів країн світу 370 року
Список керівників держав 539 року — 540 рік — Список керівників держав 541 року — Список керівників держав за роками

## Європа
- Арморика — король Будік II (? — 544)
- Британські острови:
  - Берніція — король Еоппа
  - Брінейх — король Моркант Фулх (? — бл. 547)
  - Бріхейніог — король Рігенеу ап Райн (510–540), його змінив син король Лліварх ап Рігенеу (540–580)
  - Вессекс — король Кінрік (534–560)
  - Гвінед — король Майлгун ап Кадваллон (бл. 520–547)
  - Глівісінг — король Кадок Мудрий (523–580)
  - Дал Ріада— король Габран мак Домангарт (538–558)
  - Дівед — король Гуртевір ап Айргол (495–540), його змінив син Кінгар ап Гуртевір (540–570)
  - Думнонія — король Костянтин ап Кадор (537–560)
  - Дунотинг — король Дінод Товстий (525–595)
  - Ебрук — король Еліффер ап Ейніон (500–560)
  - Елмет — король Ллаенног ап Масгвід (495–540), його змінив король Артуїс ап Масгвід (540–560)
  - Ессекс — король Есквін (539–541)
  - Каер Гвенддолеу — король Кейдіо ап Эйніон (505–550)
  - Кент — король Окта (512–540), його змінив син король Ерменрік (540–591)
  - Мерсія — король Кіневальд (538–568)
  - Південний Регед — король Елідір Товстий і Красивий (535–560)
  - Північний Регед — король Кінварх ап Мейрхіон (535–570)
  - Королівство Пік — король Сауїл Зарозумілий (525–590)
  - плем'я піктів — король Галан Еріліх (538–550)
  - Королівство Повіс — король Кінген Достопам'ятний (519–547)
  - Королівство Сассекс — король Кісса (514—567)
  - Стратклайд(Альт Клуіт) — король Тутагуал ап Клінох (? — ок. 580)
- Плем'я варнів — король Гермегізел
- Вестготське королівство — король Теудіс (531—548)
- Візантійська імперія — імператор Юстиніан I (527—565)
  - Патріарх Константинопольський — Меннах (536—552)
- Королівство гепідів — король Гелемунд (508—548)
- Ірландія — верховний король Діармайт мак Кербалл (538—565)
  - Айлех — правили два брати король Фергюс мак Муйрхертах (534—566) та король Домнал мак Муйрхертах (534—566)
  - Коннахт — король Еоган Бел мак Келлайг (502—543)
  - Ленстер — король Койрпре (539—550)
  - Манстер — король Дуб-Гілках (535—550)
  - Улад — король Еохед мак Кондлай (532—553)
- Королівство лангобардів — король Вако (510—540), його змінив син король Валтарій (540—546), що правив за допомогою регента Алдуїна
- Королівство остготів — король Вітігес (536—540), його змінив Ільдебад (540—541)
- Королівство свевів — король Теодемунд (бл. 500 — бл. 550)
- Святий Престол — папа римський Вігілій (537—555)
- Франкське королівство:
  - Австразія — король Теодеберт I (534—547/548)
  - Суассон — король Хлотар I (511—561)
  - Париж — король Хільдеберт I (511—558)
- Швеція — король Адільс (530—575)

## Азія
- Абазгія — князь Гозар (бл. 530 — бл. 550)
- Аль-Хіра (Династія Лахмідів) — цар Аль-Мундір III ібн аль-Нуман (505–554)
- Гаоцзюй — небесний імператор Біді (537–540), цього року державу захопив Жужанський каганат
- Диньяваді (династія Сур'я) — раджа Сур'я Теза (513–544)
- Джабія (династія Гассанідів) — цар Аль-Харіс ібн Джабала (529–569)
- Держава ефталітів — хан
- Жужанський каганат — каган Юйцзюлюй Анагуй (520–552)
- Іберійське царство — цар Бакур II (534–547)
- Індія:
  - Вішнукундина — цар Індра Бхаттарака Варма (528–555)
  - Імперія Гуптів — магараджа Кумарагупта III (530–540), його змінив магараджа Вішнугупта (540–550)
  - Західні Ганги — магараджа Дурвінта (529–579)
  - Камарупа — цар Бхутіварман (518–542)
  - Маітрака — магараджа Друвасена I (бл. 520 — бл. 550)
  - Династія Паллавів  — махараджа Віджая Буддхаварман (520–540), його змінив махараджа Кумаравішну III (540–550)
  - Раджарата — раджа Датаппабхуті (539–540), його змінив раджа Моггаллана II (540–560)
  - Чалук'я — араджа Сат'яшрая Пулакешін I Чалук'я (535–566)
- Китай (Південні та Північні династії)
  - Династія Західна Вей — імператор Юань Баоцзюй (535–551)
  - Династія Лян — імператор Сяо Янь (У-ді) (502–549)
  - Династія Східна Вей — імператор Юань Шаньцзянь (Сяо Цзін-ді) (534–550)
  - Тогон — Муюн Фулянчоу (490–540), його змінив Муюн Куалюй (540–591)
- Корея:
  - Кая (племінний союз) — кимгван Тосольджі (532–562)
  - Когурьо — тхеван (король) Анвон (531–545)
  - Пекче — король Сон (523–554)
  - Сілла — ван Попхин Великий (514–540), його змінив ван Чінхин Великий (540–576)
- Лазіка — цар Опсіт (527–541)
- Паган — король Тінлі Пайк (532–547)
- Персія:
  - Держава Сасанідів — шахіншах Хосров I Анушірван (531–579)
- Тарума (острів Ява) — цар Сур'яварман (535–561)
- Фунань — король Рудраварман I (514–550)
- Хим'яр — цар Абраха (536–570)
- Чампа — князь Рудраварман I (529–572)
- Японія — імператор Кіммей (539–571)

## Африка
- Аксумське царство — негус Калеб (бл. 520-бл. 540), його змінив негус Алла Амідас (бл. 540 — бл. 545)

## Північна Америка
- Цивілізація Майя:
  - Копан — цар Ві-Оль-К'ініч (532–551)
  - місто Паленке — священний владика К'ан Хой Чітам I (524–565)
  - місто Тікаль — цар Яш-Еб-Шок II (537–562)